# El Telégrafo
El Telégrafo es un diario digital de propiedad del Estado ecuatoriano, fundado el 16 de febrero de 1884 en la ciudad de Guayaquil por Juan Murillo Miró, que circuló como periódico impreso hasta el 23 de julio de 2020. Actualmente es un producto de la Empresa Pública de Medios de Comunicación del Ecuador.
Es miembro de la Asociación Ecuatoriana de Editores de Periódicos (AEDEP), de la Sociedad Interamericana de Prensa y la Asociación Mundial de Periódicos (WAN). 
Tras más de un siglo de pertenecer a grupos familiares y privados, en 2002 el rotativo fue embargado por el Estado ecuatoriano, que lo convirtió en un diario público en el año 2008, siendo operado inicialmente por la empresa Editores Gráficos Nacionales (Editogran) y luego por la empresa pública El Telégrafo EP a través de la Empresa Pública Medios Públicos, creada mediante Decreto Ejecutivo n.º 1158 publicado en el Registro Oficial n.º 854 de 4 de octubre de 2016.
Es el diario más antiguo en actividad de Ecuador.

## Historia

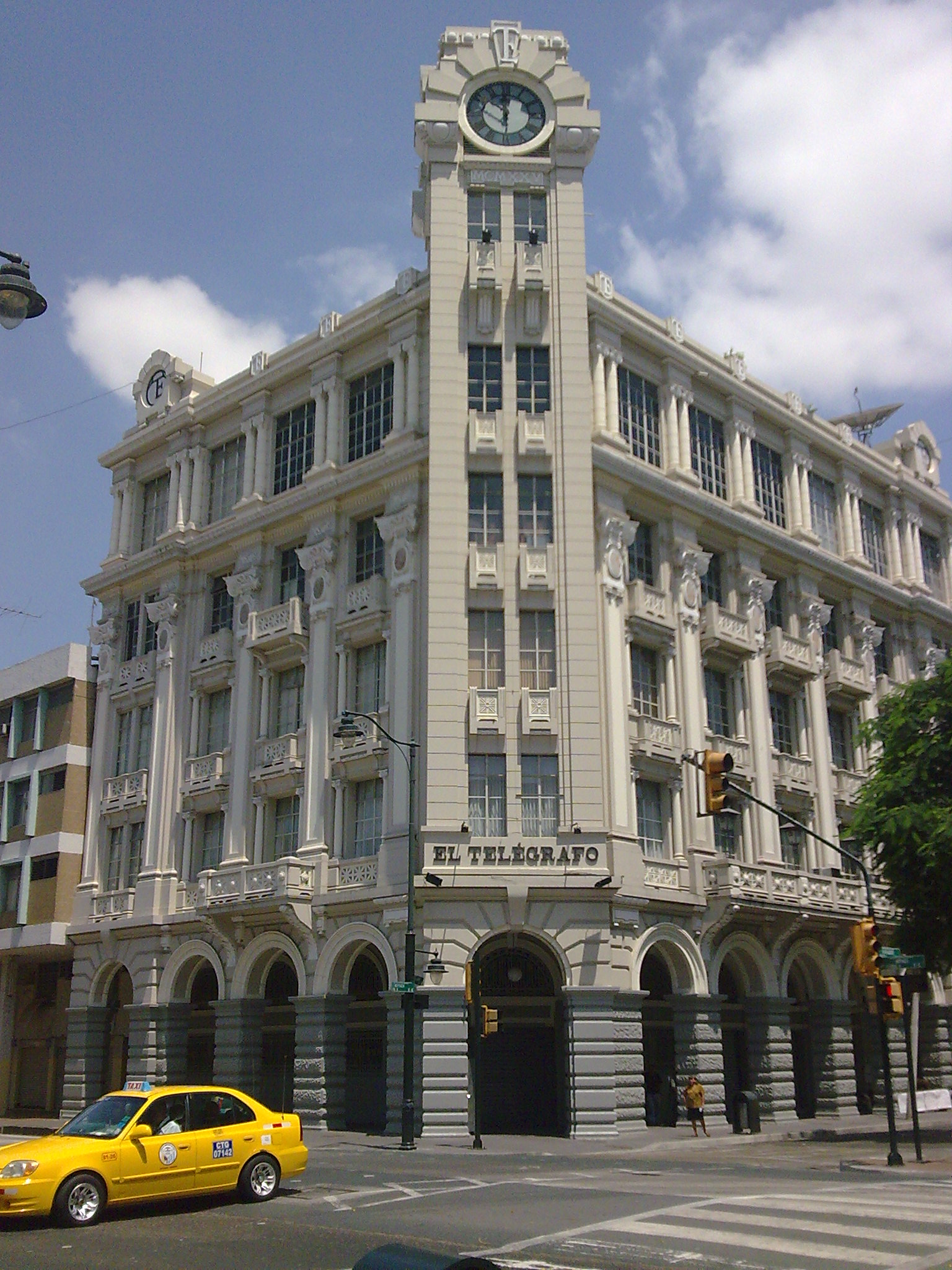
Antiguo Edificio de Diario El Telégrafo en el Centro de Guayaquil.

### Fundación por la familia Murillo
Diario El Telégrafo, fue fundado en Guayaquil, el 16 de febrero de 1884, por Juan Murillo Miró, quien recién había llegado de Europa porque su padre don Manuel Ignacio Murillo Pérez estaba enfermo. 
Los aires revolucionarios que se vivían en ese año en el país, luego que los Restauradores derrocaron al general Ignacio Veintimilla, hicieron que el joven Murillo notara la necesidad de crear un diario independiente en el que los ciudadanos pudieran expresar sus opiniones y cuestionamientos.
El naciente Diario adoptó ese nombre en homenaje al servicio telegráfico que se instaló en Ecuador, en 1884, con lo cual el país establecía una comunicación eficaz con el mundo. Además, El Telégrafo fue el primer periódico ecuatoriano que utilizó ese invento. 
La recepción del público hacia El Telégrafo fue inmediata. Su discurso radical y liberal permitió que el Diario sea una guía durante la Revolución Liberal. El 1 de enero de 1885 fue fusilado el coronel Nicolás Infante, jefe de los Revolucionarios. El Telégrafo en varias ediciones publicó las protestas contra el crimen firmadas por albañiles.
El gobierno de Plácido Caamaño ordenó la encarcelación de Juan Murillo Miró y su posterior exilio a Chile. Así, los sucesores de Murillo también fueron acosados por el régimen hasta que el diario dejó de circular el 3 de julio de 1886, cuando había logrado imprimir su edición número 1 en primer ejemplar. Entre julio de 1886 y octubre de 1896, el diario dejó de circular.
En su destierro, Murillo descubrió que la Bandera de Ecuador había sido utilizada en una transacción entre Chile y Japón en 1895. La posición neutral que adoptaron los países americanos frente al conflicto entre China y Japón no permitía que ningún país se involucrara en el enfrentamiento. 
La Bandera de Ecuador fue utilizada por la fragata chilena Esmeraldas que debía cruzar el océano Pacífico y sería entregada a Japón que la utilizaría en su guerra contra China. La noticia causó protestas en el país que terminaron con la salida de Luis Cordero Crespo de la presidencia.

### Período bajo la familia Castillo
El 21 de diciembre de 1897 José Abel Castillo asume como director del diario.
En 1898, todas las acciones de El Telégrafo son adquiridas por el ambateño José Abel Castillo. Así, el Diario se convierte en el principal matutino del Ecuador por varias décadas. 
En 1902 se incendió el edificio donde funcionaba.
El 15 de noviembre de 1922, durante el gobierno liberal de José Luis Tamayo se asesinan a centenares de obreros en las calles de Guayaquil. El Telégrafo es el único diario del país en levantar su protesta y llenar sus páginas con denuncias en contra el régimen de esa era. 
Luego de las publicaciones José Abel Castillo fue amenazado y perseguido. Así, decide salir del país y radica en Alemania por varios años. En esa época, El Telégrafo también fue presionado y censurado por los gobiernos.
El diario continuó su labor porque Manuel Eduardo y José Santiago Castillo administraron el Diario. En 1923 se inaugura el actual edificio de El Telégrafo, ubicado en las avenidas Diez de Agosto y Boyacá. Y ese año se bautizó a Albert, que es la primera rotativa que llegó al país. Pero solo en 1926 se imprimió el diario en la gigante imprenta. José Abel Castillo regresa al país en 1927 y retoma la dirección del diario, siempre con la colaboración de sus hijos. En 1940, Santiago Castillo y Castillo asumen la dirección de El Telégrafo. 
En El Telégrafo se dio acogida a renombrados periodistas y escritores del país como Manuel J. Calle, Medardo Ángel Silva, José H. Simmonds, Juan Emilio Murillo, Javier Maldonado.

### Período de inversionistas privados
En 1971 el diario pasó a ser dirigido por José Santiago Castillo Barredo.
En 1972, un grupo de inversionistas privados, liderados por el expresidente Otto Arosemena Gómez, adquieren el control de El Telégrafo.
En 1985 Xavier Benedetti Roldós asume la dirección del Diario.
En 1987 el diario adquiere la rotativa King Press.

### Período bajo la familia Aspiazu
En 1996, el empresario y banquero Fernando Aspiazu Seminario adquiere El Telégrafo.
Durante la gran crisis bancaria en Ecuador, en 1999-2000, El Telégrafo fue propiedad de Fernando Aspiazu Seminario, quien lo utilizó para defenderse de los cargos de peculado y estafa por los que sería finalmente condenado. Luego pasó a manos de un pariente de los fundadores, y definitivamente fue embargado por el Estado ecuatoriano el 8 de marzo de 2002. 
Hasta 2002, de su organización dependió también Canal 12, luego vendida a SíTV (hoy Canal Uno). Estos medios formaron parte del patrimonio del banquero Fernando Aspiazu Seminario, condenado por peculado tras la quiebra fraudulenta de su empresa principal, el Banco del Progreso. 

### Período bajo el Gobierno Nacional
El 8 de marzo de 2002 la Agencia de Garantía de Depósitos asumió la mayoría del paquete accionario de El Telégrafo y posteriormente realizó un aumento de capital. El 17 de marzo de 2008, El Telégrafo fue refundado como diario público. Durante la dirección de Rubén Montoya el periódico adquirió un carácter marcadamente local.
En 2011 comenzó a imprimir con su rotativa Koening & Bauer AG Colora. El año siguiente obtuvo el reconocimiento internacional WAN IFRA 2012, como uno de los ocho diarios mejor impresos de América Latina, además de otros premios posteriores por sus infografías y entrevistas. Todo esto bajo la dirección del periodista Orlando Pérez, quien estuvo al frente del diario desde 2011 hasta 2017.
Tras más de una década de continuas pérdidas económicas debido a las bajas ventas, a una restringida política de acceso a publicidad comercial, a la frecuente distribución gratuita del impreso y al fracaso de alternativas como el lanzamiento del efímero tabloide PP El Verdadero o la adquisición de diario El Tiempo, sumado a la crisis económica fiscal, El Telégrafo se dejó de imprimir desde el 24 de julio de 2020, en medio de la emergencia sanitaria del Covid-19 y tras la reestructuración de la Empresa Medios Públicos por parte del Gobierno de Lenin Moreno Garcés, acción que provocó el despido de más de 500 empleados, mismos que debieron esperar durante mucho tiempo por el pago de sus liquidaciones.

## Secciones y suplementos
- Información General
- Política
- Macroeconomía
- Guayaquil Metrópoli
- Quito Metropolitano
- País
- Judicial
- Cultura
- Sociedad
- Fanático (deportes)
- Ciencia y Tecnología
- Entretenimiento
- Cartón Piedra (revista cultural dominical)
- Séptimo Día (revista dominical)
- Más Q Menos (suplemento económico, 2012)
- Desde Cero (revista de emprendedores, 2017)
- Cuadernos del Rock (años 90) y Cartón Rock (2015), secciones musicales